# Plaek Phibunsongkhram
Thống chế Plaek Phibunsongkhram (tiếng Thái: แปลก พิบูลสงคราม; [plɛːk pʰí.būːn.sǒŋ.kʰrāːm]; sinh ngày 14 tháng 7 năm 1897 - mất ngày 11 tháng 6 năm 1964), là Thủ tướng Chính phủ và là một trong các nhà độc tài quân sự của Thái Lan trong giai đoạn 1938-1944 và 1948-1957.